# Witigowo
Witigowo (?-16 juin 997) est l'abbé de Reichenau de 985 - 996.

## Biographie
Avant que Witigowo ne soit nommé abbé par Otton III en août 985, il était moine au monastère de Reichenau.
L'activité de Witigowo a été décrite en 995, à l'occasion du dixième anniversaire de l'abbaye, par le moine de Reichenau Purchard dans une biographie, le Carmen de gestis Witigowonis abbatis, plus communément appelé Gesta Witigowonis. Selon le récit de Purchard, l'abbatiat de Witigowo a avant tout été centré sur une activité de construction variée à Reichenau. Dans de nombreuses parties, la biographie est une énumération de ses mérites pour la décoration des églises de Reichenau et le culte des saints.
En 996, Witigowo démissionne de son poste. Les circonstances exactes qui l'ont contraint à abdiquer sont inconnues et ne peuvent être que supposées. Apparemment, il avait de nombreux opposants au sein de son couvent, qui le critiquaient en raison de sa frénésie de construction, des coûts de construction immenses qui en découlaient ainsi que de ses fréquentes absences au service d'Otton III.

### Activités de construction
Witigowo ne se contente pas de réaménager la cathédrale de Reichenau en faisant allonger et surélever la nef et en faisant installer un nouvel autel dédié à saint Marc ; il fait également construire de nombreuses chapelles et églises dans le périmètre de la cathédrale. Dès 985, il fait construire une église en l'honneur de saint Janvier, en 986 une chapelle en l'honneur du fondateur du monastère Pirmin, et en 992 une église dédiée à saint Barthélemy ainsi qu'une chapelle dédiée à Érasme et à Héraclius.
En outre, en 995, il fait construire un palais pour l'empereur Otton III à proximité immédiate de l'église du monastère. On ne sait toutefois pas si Otton III y séjourna jamais. Le palais a cependant servi de résidence aux abbés de Reichenau jusqu'au XIIIe siècle, ainsi que de quartier pour les rois, empereurs et autres hôtes de marque.
Witigowo est considéré comme un ami des arts et fait décorer les salles du monastère de nombreuses peintures. En outre, l'école de peinture de Reichenau connaît son apogée artistique durant son mandat. Il est très probable que les peintures murales de l'église Saint-Georges d'Oberzell aient également été réalisées à sa demande.

### Liens avec la royauté et la papauté
Witigowo a également une influence importante sur la politique d'Otton III. Sa relation étroite et confiante avec le souverain se manifeste non seulement par la construction d'un palais en son honneur sur l'île du monastère, mais aussi par deux voyages à Rome qu'il entreprend à la suite du roi. En avril 990, le roi confirme les privilèges déjà accordés au monastère de Reichenau, notamment l'immunité, la franchise douanière, certains droits de dîme ainsi que le droit d'élection des abbés.
En 996, Witigowo assiste au couronnement impérial d'Otto à Rome et profite également de son séjour romain pour intensifier les liens de son monastère avec la papauté. Dès 990, le pape Jean XV avait confirmé à l'abbé de Reichenau les privilèges de son monastère et lui avait offert une précieuse relique, une fiole de cristal contenant du sang du Christ.